# John Taylor
 Der er flere personer med dette navn, se John Taylor (atlet).
John Taylor (født Nigel John Taylor 20. juni 1960) er en engelsk musiker. Han dannede i 1978 bandet Duran Duran sammen med Nick Rhodes og Stephen Duffy. I begyndelsen spillede han guitar, men skiftede  til bas. I 1984 dannede han supergruppen Power Station sammen med Duran Duran-kollegaen Andy Taylor, sangeren Robert Palmer og ex-Chic-trommeslageren Tony Thompson. I 1985 udsendte han solosinglen I do What I Do til filmen 9½ Uge. I modsætning til Andy Taylor vendte John tilbage til Duran Duran i forbindelse med indspilningen af albummet 'Notorious'. I 1994 deltog han i gendannelsen af Power Station, men forlod bandet igen inden indspilningen af det andet album Living in Fear. I stedet dannede han bandet Neurotic Boy Outsiders, som siden blev Neurotic Outsiders sammen med Duff McKagan og Matt Sorum fra Guns N Roses og Steve Jones fra Sex Pistols. I 1997 under indspilningen af Duran Duran-albummet Medazzaland forlod John Taylor bandet for at gå solo. I 2001 genindtrådte han i bandet sammen med de tidligere medlemmer Andy Taylor og Roger Andrew Taylor i forbindelse med indspilningen af albummet Astronaut. Det var gruppens første studiealbum siden 1983 med den klassiske besætning. John Taylor var igennem fire år i 1980'erne kæreste med danske Renée Toft Simonsen.

## Diskografi

### Studiealbums
- Feelings Are Good and Other Lies (1997)
- Résumé with Jonathan Elias (1999)
- Meltdown (1999)
- The Japan Album (1999)
- Techno for Two (2001)
- MetaFour (2002)

### med Duran Duran
- Duran Duran (1981)
- Rio (1982)
- Seven and the Ragged Tiger (1983)
- Notorious (1986)
- Big Thing (1988)
- Liberty (1990)
- The Wedding Album (1993)
- Thank You (1995)
- Medazzaland (1997)
- Astronaut (2004)
- Reportage (2006) (unreleased)
- Red Carpet Massacre (2007)
- All You Need Is Now (2010)
- Paper Gods (2015)
- Future Past (2021)

### med The Power Station
- The Power Station (1985)

### med Neurotic Outsiders
- Neurotic Outsiders (1996)

### Livealbums
- (:live cuts) (2000)

### Opsamlingsalbums
- Only After Dark with Nick Rhodes (2006)

### Bokssæt
- Retreat into Art (2001)

### EP'er
- Autodidact (1997)
- The Japan EP (2000)
- Terroristen: Live at the Roxy (2001)

### Soundtrackoptræden
- "I Do What I Do" (from 9½ Weeks) (1985)